# 八丈島
八丈島（日语：／ Hachijō-jima）是日本伊豆群島中的一座島嶼。行政治理由東京都八丈町管轄，環境治理權屬富士箱根伊豆國立公園。2019年6月，人口7,156人。為了與附近的八丈小島區別，有時亦稱八丈本島或八丈大島。
八丈島位于东京南方海上287公里，御藏島东南方面约75公里的海面上。島上有東山（別名三原山，標高701米）和西山（別名八丈富士，標高854米）兩座活火山。八丈島受黑潮影響，氣候溫暖濕潤，終年平均氣溫在攝氏18度左右，故有「常春之岛」之稱。島上有八丈島機場，與屬東京電力的地熱能發電廠。以往八丈島是流放地，現在則因溫泉而有不少觀光客來遊覽。
八丈島亦是電影《大逃殺》（バトル・ロワイアル）中虛構的故事背景——沖木島（戲劇設定位於瀨戶內海）——的主要拍攝場地。2023年上映的《名偵探柯南：黑鐵的魚影》也是以本島為背景。

## 外部連結

### 行政機關
- 八丈町（页面存档备份，存于）
- 東京都八丈支庁（页面存档备份，存于）

### 觀光
- 八丈島観光協会（页面存档备份，存于）

### 地理
- 国土地理院・地図閲覧サービス：八丈島（页面存档备份，存于）
- 海域火山データベース（海上保安庁海洋情報部）：八丈島（页面存档备份，存于）
- 気象庁活火山情報：八丈島